# Eckart Schnack
Eckart Schnack (Bartin, 1941) é um engenheiro mecânico alemão.
Schnack estudou engenharia mecânica na Universidade Técnica de Munique, onde obteve um doutorado em 1973 com a tese Beitrag zur Berechnung axialsymmetrischer Spannungskonzentrationsprobleme mit der FEM. Em 1977 obteve a habilitação na Universidade de Kaiserslautern (Ein Iterationsverfahren zur Optimierung von Spannungskonzentrationen), onde foi a partir de 1977 professor. De 1980 a 2006 foi diretor do Instituto de Mecânica Técnica (Institut für Technische Mechanik) da Universidade de Karlsruhe, sucedido por Thomas Böhlke.